# لي شو يونغ
لي شو يونغ (بالصينية: 李樹烊) (2 مايو 1991 بهونغ كونغ في الصين - ) هو لاعب كرة قدم صيني في مركز الدفاع. شارك مع منتخب هونغ كونغ تحت 23 سنة لكرة القدم. أما مع النوادي، فقد لعب مع نادي سيتيزن وResources Capital FC ‏ وMetro Gallery FC ‏ ونادي تاي بو وYuen Long FC ‏ وHong Kong Sapling ‏.

## وصلات خارجية
- لي شو يونغ على موقع قاعدة بيانات كرة القدم.إي يو (الإنجليزية)
- لي شو يونغ على موقع Soccerway.com (الإنجليزية)